# Liste der Erzbischöfe von Cosenza
Die folgenden Personen waren Bischöfe und Erzbischöfe von Cosenza (Italien):
- Palumbus (erwähnt 598 und 599)
- Iulianus (erwähnt 679)
- Pelagius (erwähnt 743)
- Yselgrimus (902–920)

## Erzbischöfe von Cosenza
- Petrus (?–1056)
- Arnolfus (erwähnt 1059)
- Arnolf II. (erwähnt 1093 und 1123)
- Rufus (?–1184)
- Pietro II. (erwähnt 1185)
- Bonushomo
- Andreas (erwähnt 1202)
- Lukas von Cosenza O.Cist. (1203–1227)
- Obizo von Asti (fälschlich Opizone Colombi) (1230–1241, wahrscheinlich bereits 1227 ernannt)
- Cazacomes (1252–1254)
- Bartholomeus Pignatelli (1254–1266) (wird Erzbischof von Messina)
- Thomas Agni, O.P. (1267–1272) (wird Patriarch von Jerusalem)
- Riccardo da Benevento (1272–?)
- Belprandus (1276–1278)
- Pietro, O.P. (1278–1290)
- Martino, O.Cist. (1285)
- Adamo De Ducy (1290–1295)
- Ruggero di Narenta (1295–1298)
- Pietro Boccaplanula, O.F.M. (1298–1319)
- Nicola (1320–1330)
- Francesco Della Marra (1330–1353)
- Pietro de Galganis (1354–1362)
- Nicola Caracciolo (1362–1365)
- Cerretano dei Cerretani (1365–1376)
- Niccolò Brancaccio (1377–1378) (dann Kardinal)
- Giovanni da Camerino (1379 – ?)
- Andrea II. (1383 – ?)
- Tirello Caracciolo Pisquizi (1388–1412)
- Francesco Tomacelli (1413–1424) (auch Bischof von Capaccio)
- Bernardino oder Berardo Caracciolo (1424–1452)
- Pirro Caracciolo (1452–1481)
  - Giovanni d’Aragona (1481–1485) (Apostolischer Administrator) (Kardinal)
- Nicola Bucciardi Cibo (1485–1489)
- Carlo Domenico del Carretto (1489–1491)
- Battista Pinelli (1491–1495)
- Bartolomeo Fleury (Flores) (1495–1497)
- Ludovico Agnelli (1497–1499)
- Francesco Borgia (1499–1511) (Kardinal)
- Giovanni Ruffo de Theodoli (1511–1527)
  - Niccolò Gaddi (1528–1535) (Apostolischer Administrator) (Kardinal)
- Taddeo Gaddi (1535–1561) (Kardinal)
- Francesco Gonzaga (1562–1565) (Kardinal)
- Francesco Milesio (1565–1568)
  - Flavio Orsini (1569–1573) (Apostolischer Administrator) (Kardinal)
- Andrea Matteo Acquaviva (1573–1576)
- Fantino Petrignani (1577–1585)
- Silvio Passerini (1585–1587)
- Giovanni Evangelista Pallotta (1587–1591) (Kardinal)
- Giovanni Battista Costanzo (1591–1617)
- Paolo Emilio Santoro (1617–1623) (auch Erzbischof von Urbino)
- Giulio Antonio Santoro (1623–1639)
- Martino Alfieri (1639–1641)
- Antonio Ricciulli (1641–1643)
- Alfonso Castiglion Morelli (1643–1649)
- Giuseppe Maria Sanfelice (1649–1660)
- Gennaro Sanfelice (1660–1694)
- Eligio Caracciolo (1694–1700)
- Andrea Brancaccio, C.R. (1701–1725)
- Vincenzo Maria d’Aragona, O.P. (1725–1743)
- Francesco Antonio Cavalcanti, C.R. (1743–1748)
- Michele Maria Capece Galeota, C.R. (1748–1764) (auch Erzbischof von Capua)
- Antonio d’Afflitto, C.R. (1764–1772)
- Gennaro Clemente Falcone (1772–1792) (auch Erzbischof von Gaeta)
- Raffaele Mormile (1792–1803) (auch Erzbischof von Palermo)
- Vincenzo Nicola Pasquale Dentice, O.S.B. (1805–1806)
- Domenico Narni Mancinelli (1818–1832) (auch Bischof von Caserta)
- Lorenzo Pontillo (1834–1873)
- Camillo Sorgente (1874–1911)
- Tomasso Trussoni (1912–1934)
- Roberto Nogara (1934–1940)
- Aniello Calcara (1940–1961)
- Domenico Picchinenna (1961–1971) (auch Erzbischof von Catania)

## Erzbischöfe von Cosenza und Bischöfe von Bisignano ab 1979
- Enea Selis (1971–1979)

## Erzbischöfe von Cosenza – Bisignano ab 1986
- Dino Trabalzini (1980–1998)
- Giuseppe Agostino (1998–2004)
- Salvatore Nunnari (2004–2015)
- Francescantonio Nolè (2015–2022)
- Giovanni Checchinato (seit 2022)